# 유천초등학교 (예천군)
유천초등학교는 대한민국 경상북도 예천군 유천면 가리에 있는 공립 초등학교다.

## 학교 연혁
- 1929년 12월 12일 설립인가
- 1930년 5월 6일 유천공립보통학교 개교(유천면 버드내길 16)
- 1938년 4월 1일 유천공립심상소학교로 개칭
- 1941년 4월 1일 유천공립국민학교로 개칭
- 1985년 3월 1일 병설유치원 개원 (1학급)
- 1996년 3월 1일 유천초등학교로 개칭
- 2000년 3월 1일 화동초등학교 본교로 통합
- 2007년 3월 1일 화남초등학교 본교로 통합
- 2007년 3월 1일 현 위치로 이전
- 2014년 2월 14일 제81회 11명 졸업 (졸업생 총수 6,297명)
- 2014년 3월 1일 제26대 조춘식 교장 부임
- 2014년 3월 1일 초등 7학급 편성(92명), 병설유치원 1학급(16명)

## 참고 자료
- 예천유천초등학교 - 한국교육학술정보원 학교알리미